# Huydecoper

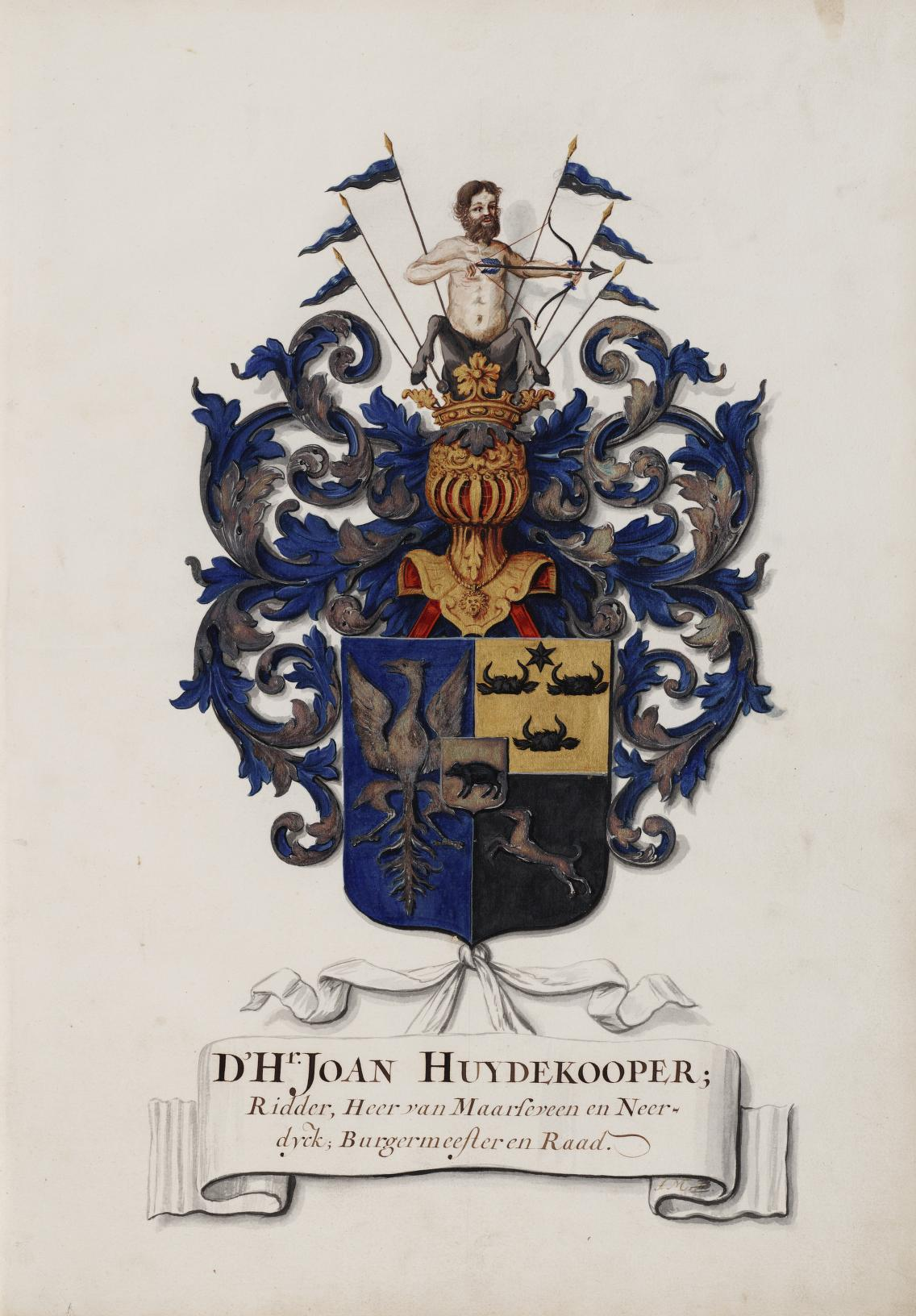
Wapen van het geslacht Huydecoper van Maarsseveen door Jan Moninckx

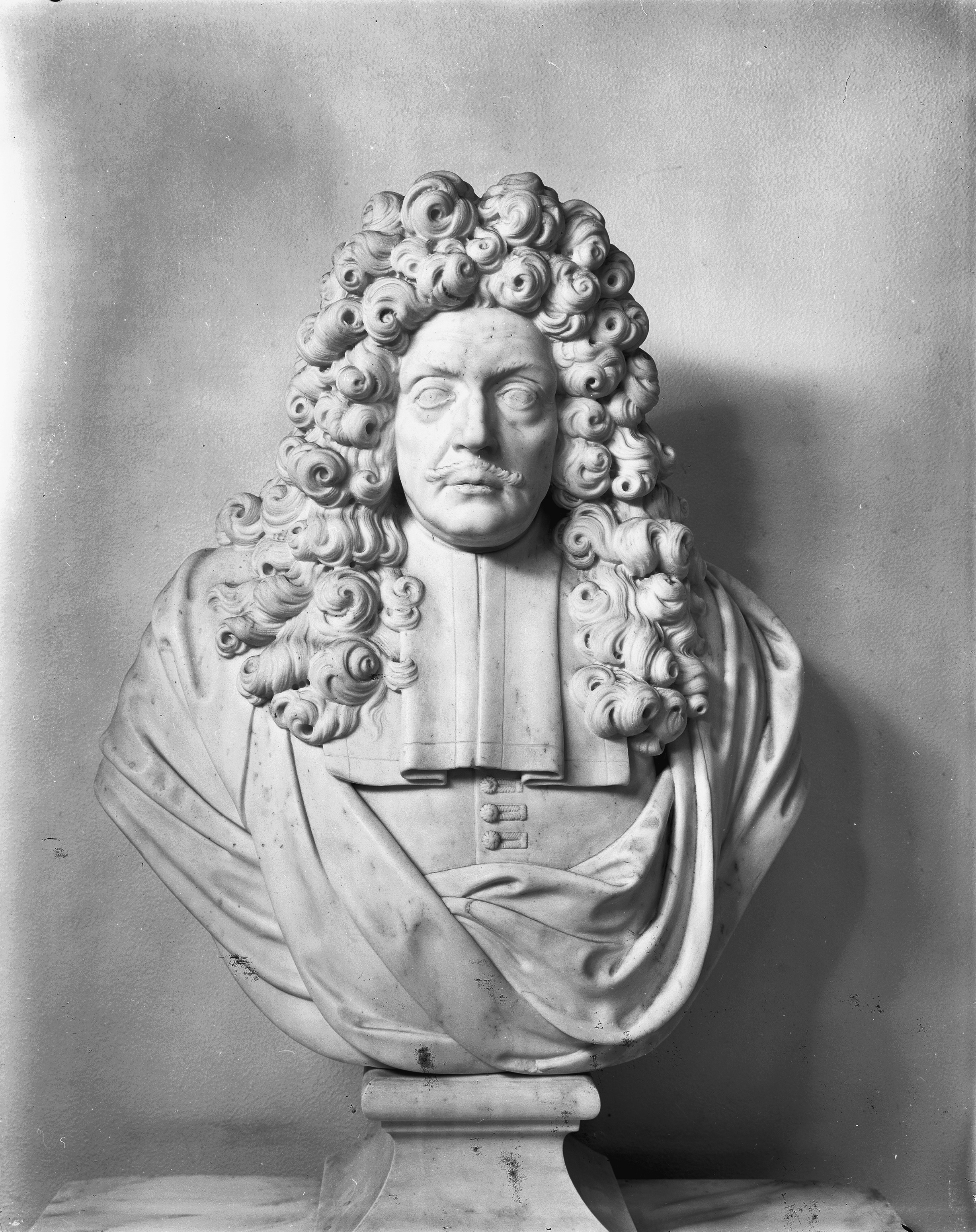
Buste van J. Huydecoper (1625-1704) in het Paleis op de Dam

Wapens volgens het register van de Hoge Raad van Adel, 28 augustus 1814

Huydecoper is een Amsterdams burgemeester- en patriciërsgeslacht. Diverse leden vervulden bestuurlijke functies als bewindhebber van de VOC en WIC, de admiraliteit en het rijk.
In 1814 werd Jan Willem Huydecoper benoemd in de ridderschap van Holland en daarmee gingen hij en zijn nakomelingen tot de Nederlandse adel behoren.

## Enkele telgen
De stamreeks begint met Jacob Andriesz. Bal, geboren omstreeks 1510. 
- Jan Jacobsz. Huydecoper alias Jan Jacobsz. Bal (1541-1624), huidenkoper en leerlooier, raad en sinds de Alteratie schepen in Amsterdam, kocht in 1591 en 1608 grond langs de Vecht[2]
  - Jacob Jansz. Huydecoper (1568-1599), voer als onderkoopman onder Cornelis de Houtman naar Oost-Indië en stierf op een volgende zeereis met bestemming toenmalig Indië.
  - Johan Huydecoper, heer van Thamen, Blokland, Uithoorn en Kudelstaart, van Maarsseveen en Neerdijk (1599-1661), raad, schepen en burgemeester van Amsterdam, kunstliefhebber en beschermheer van verschillende kunstenaars; woonde op het Singel en 's zomers op de hofstede Goudestein.[3], werd in 1637 tot Zweeds ridder verheven, en in 1650 door Lodewijk XIV tot ridder van St Michiel benoemd; trouwde in 1621 met Elisabeth de Bisschop (1591-1622); trouwde in 1624 met Maria Coymans (1603-1647)
    - mr. Joan Huydecoper, heer van Maarsseveen en Neerdijk (1625-1704), raad, schepen en burgemeester van Amsterdam, bewindhebber van de VOC, woonde op de Lauriergracht en aan de Amstel in het Huis met de bloedvlekken, was zeer geïnteresseerd in botanie en een van de grondleggers in de Hortus Botanicus; trouwde in 1656 met zijn volle nicht Sophia Coymans (1636-1714)
      - Johannes Huydecoper (1656-1703), reisde in in 1678 met zijn neef Joseph Coymans en Pieter de Graeff naar Jacob Boreel in Parijs; hield van ballet en poëzie, en had contacten met Lukas Rotgans, Pieter Bernagie, Govert Bidloo, Hermanus Angelkot, Romeyn de Hooghe, Petrus Francius en Johannes Georgius Graevius, eigenaar van Silversteijn in Maarssen, gelegen naast Goudesteijn. Zijn vrouw kreeg heftige ruzie met haar schoonzuster en schoonvader en is verdere toegang geweigerd; was voorbestemd om met de oudste dochter van Jan J. Hinlopen te trouwen, maar Johanna Maria weigerde pertinent. Toen ook Agneta de Graeff hem afwees, trouwde hij met de heerszuchtige Maria Temminck
        - Adriaan Huydecoper (1693-1740); trouwde met Sara Maria van Asch van Wijck (1691-1728)
          - Jan Pieter Theodoor Huydecoper (1728-1767), sedert 1764 directeur-generaal van de West-Indische Compagnie op de Goudkust
            - Willem Pieter Cornelis Christiaan Huydecoper (1763-1799), in dienst van de WIC, koopman
              - Willem Huydecoper (1788-1826), Nederlands gezant bij het hof van de koning van Ashanti in Kumasi
                - Jacob Huydecoper (1811-1845), Nederlands gezant bij het hof van de koning van Ashanti in Kumasi
                  - Johannes Jacobus Cornelis Huydecoper (1839-nà 1895), klerk bij het Nederlandse gouvernement en later koopman te Elmina, in dienst van de firma Ter Meulen.[4]

        - Balthazar Huydecoper (1695-1778), letterkundige, taalkundige en historicus, kreeg ruzie met zijn neef over de erfenis

      - Josef Huydecoper (1667-1709) reisde in 1688 naar Parijs en Bordeaux en beschreef de geschoren taxussen en de watervallen in de kasteeltuinen, maar ook de dure wijn; trouwde met zijn nicht Sophia Isabella Coymans en verhuisde naar het Coymanshuis.
      - Jan Elias Huydecoper, heer van Maarsseveen en Neerdijk (1669-1744), raad, schepen en burgemeester van Amsterdam; trouwde in 1692 met Agatha Hasselaer (1670-1741)
        - mr. Jan Huydecoper, heer van Maarsseveen, Neerdijk en Nigtevecht (1693-1752), raad, schepen en burgemeester van Amsterdam, bewindhebber WIC; trouwde in 1721 met Maria Agatha Reael, vrouwe van Nigtevecht (1695-1731); trouwde in 1733 met Sophia Maria Agatha van der Muelen (1705-1793); zijn weduwe woonde op Singel 146, en liet Goudestein vergroten
          - mr. Jan Elias Huydecoper, heer van Maarsseveen en Neerdijk (1735-1808), raad, schepen en burgemeester van Amsterdam, raad in de Admiraliteit van Amsterdam, buitengewoon lid Staten-Generaal en een van de laatste directeuren van de Sociëteit van Suriname (tussen 1793 en 1795); hij woonde op Keizersgracht 177, en op huize Doornburg bij Maarsseveen; trouwde in 1763 met Isabella Agatha van Lockhorst (1732-1764); trouwde in 1768 met Anna Elisabeth van Schuylenburch (1732-1807)
            - jhr. mr. Joan Huydecoper, heer van Oud- en Nieuw-Maarsseveen en Neerdijk (1769-1836), adjunct-maire in 1811, lid notabelenvergadering, directeur van De Nederlandsche Bank; trouwde in 1792 met Maria Alewijn (1772-1793); trouwde in 1795 met Sophia Adriana ten Hove (1778-1818); trouwde in 1821 Johanna Louisa van Tets (1778-1864)
              - jhr. Jan Elias Huydecoper, heer van Zeist (1798-1865), lid gemeenteraad van Amsterdam, bewoonde Slot Zeist
                - jhr. mr. Joan Huydecoper, heer van Maarsseveen (1821-1890), burgemeester van Maarssen en lid van de Eerste Kamer; hij bewoonde Goudestein.[5]
                  - jhr. mr. Jan Elias Huydecoper, heer van Maarsseveen en Nigtevecht (1853-1911), lid gedeputeerde staten van Utrecht en van de Tweede Kamer
                    - Jhr. Joan Huydecoper van Maarsseveen, heer van Maarsseveen (1887-1969), burgemeester
                    - Jhr. Louis Huydecoper, heer van Nigtevecht (1889-1964), bankdirecteur
                      - Jhr. mr. Jan Louis Reinier Huydecoper, heer van Nigtevecht (1922-2011), ambassadeur
                        - Jhr. mr. Jan Louis Reinier Anthony Huydecoper (1945), jurist en oud-advocaat-generaal bij de Hoge Raad der Nederlanden

          - Willem Huydecoper (1744-1815),  commissaris van de Wisselbank, legde in 1754 de eerste steen voor het vernieuwde Goudestein, woonde op de Kloveniersburgwal in hetzelfde huis als ooit Jan Six en Dirck Tulp; trouwde met Isabella Constantia Ferdinanda van Weede (1743-1807)

## Buitenplaatsen
De buitenplaatsen Goudestein, Spruytenburg, Gansenhoef, Neerbeek, Sluysoort, Geesbeek, Doornburgh, Silverstein, Cromwijck, Vreedenhoff, Kasteel  Groeneveld en Slot Zeist waren ooit in het bezit van de familie.

## Afbeeldingen

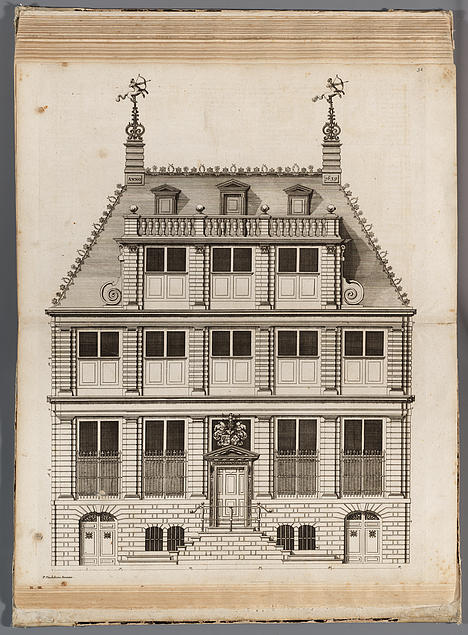
Het huis van Johan Huydecoper op het Singel, dat in 1943 verloren ging na het neerstorten van een vliegtuig.
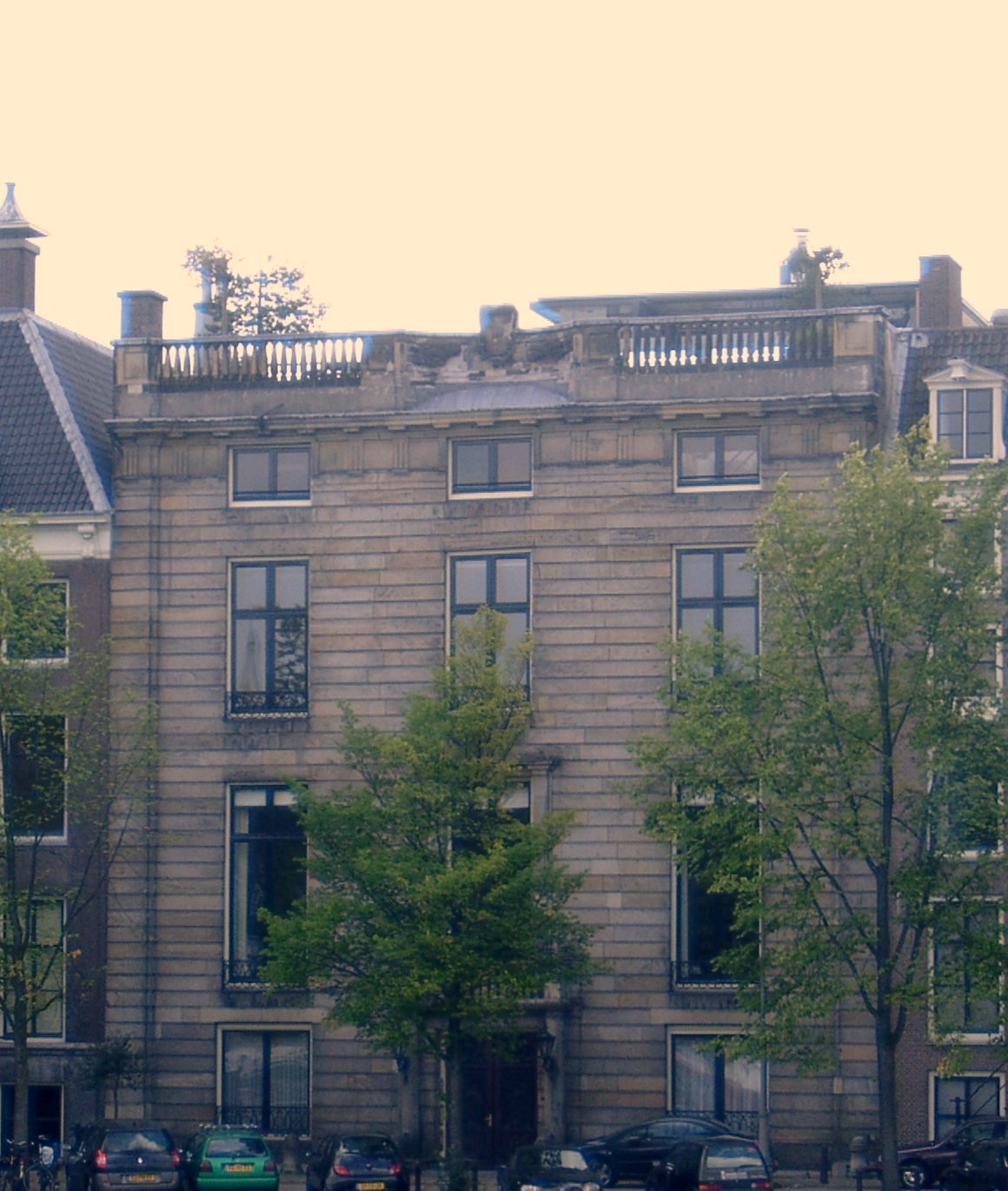
Het huis van burgemeester Huydecoper aan de Amstel; "Het Huis met de bloedvlekken"
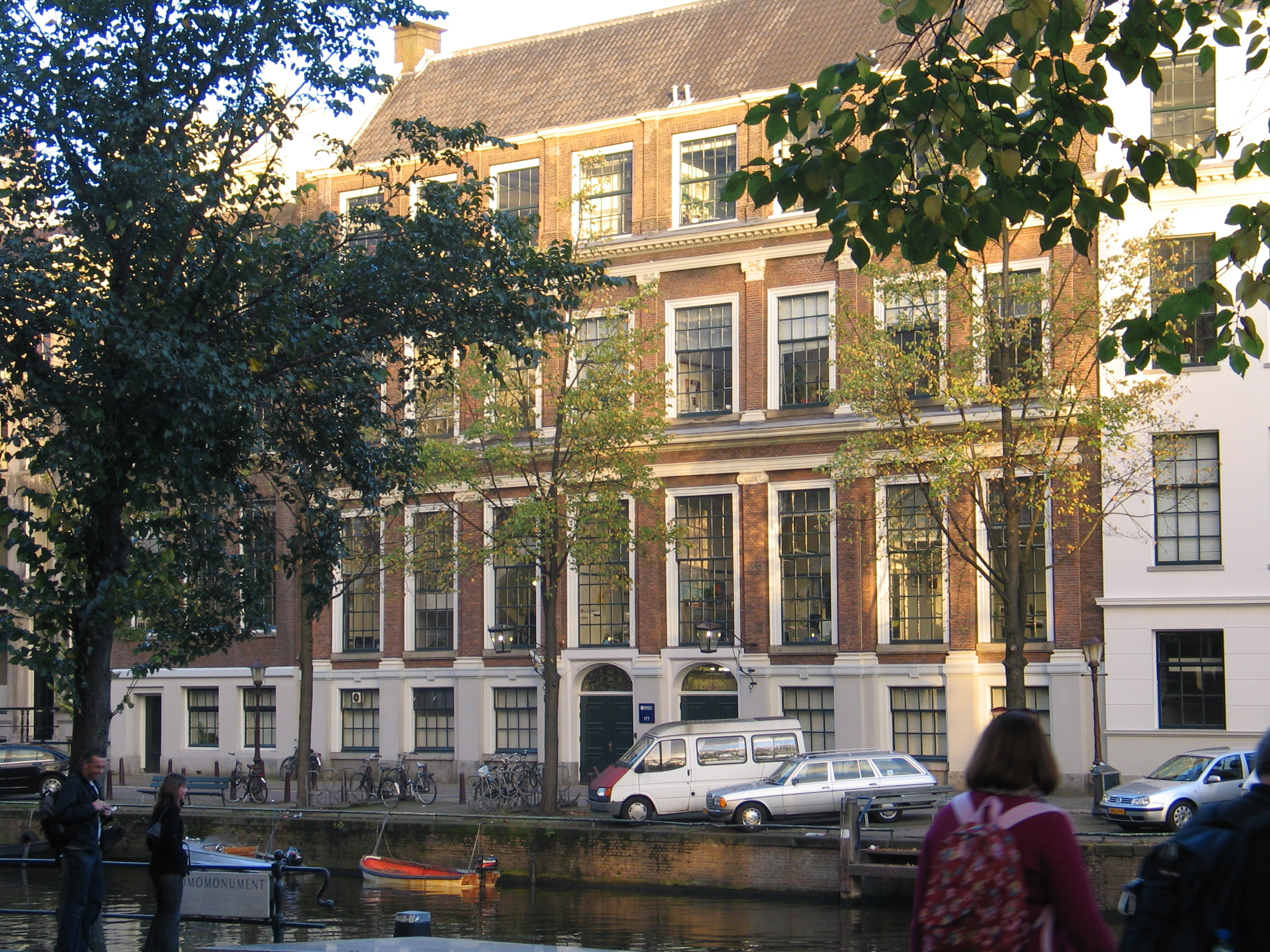
Keizersgracht 177, het Coymanshuis, gaf onderdak aan en was de werkplek van verschillende leden van het geslacht
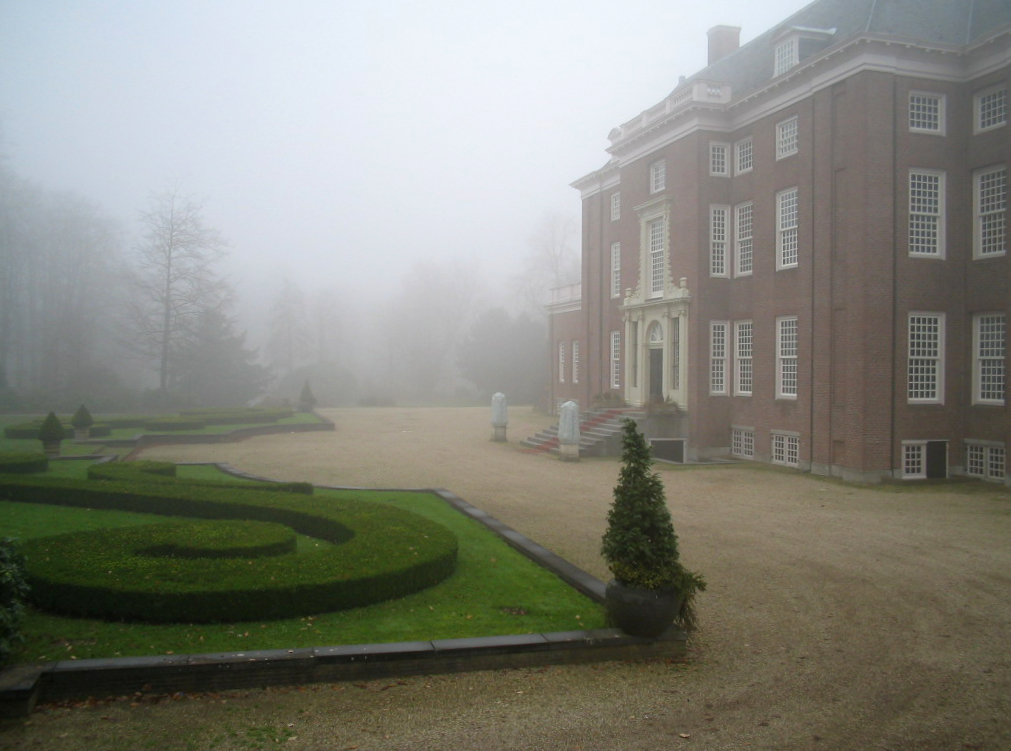
Achterzijde van Slot Zeist